# Egyházashollós
Egyházashollós è un comune dell'Ungheria di 580 abitanti (dati 2001). È situato nella contea di Vas.